# Grahamön

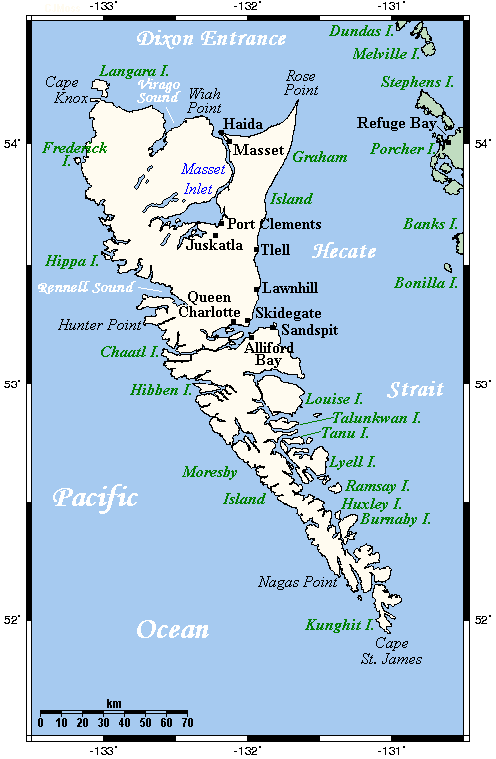
Karta över Grahamön.

Grahamön (engelska: Graham Island) är den största ön i ögruppen Haida Gwaii. Ön ligger utanför British Columbias i Kanada kust, och är beläget skilt från de andra huvudöarna i ögruppen, Moresbysöarna, genom ett smalt sund. Ön täcker en area på 6 361 km², folkmängden är 4 475. Folk bor i byarna Juskatla, Masset, Port Clements, Queen Charlotte City, Skidegate och Tlell.